# Ameles decolor
Ameles decolor är en bönsyrseart som beskrevs av Toussaint de Charpentier 1825. Ameles decolor ingår i släktet Ameles och familjen Mantidae. Inga underarter finns listade i Catalogue of Life.